# Miroir (film)
Pour les articles homonymes, voir Miroir.
Pour plus de détails, voir Fiche technique et Distribution.
Miroir est un film français réalisé par Raymond Lamy et sorti en 1947.

## Synopsis
Portrait d'un homme à double face. Le jour, il est le riche, brillant et respectable financier Lussac ; la nuit, il devient « Miroir », chef de bande, acharné à la perte d'un gang marseillais. Une vie semblable ne peut que finir dans le sang. Échappant aux règlements de comptes, Miroir est abattu par la police, en dépit de la gentillesse de son fils adoptif et du dévouement de Cléo, son ancienne maîtresse.

## Fiche technique
- Réalisation : Raymond Lamy
- Scénario : Carlo Rim et Paul Ollivier, d'après une idée originale de Paul Ollivier
- Adaptation et dialogue : Carlo Rim
- Décors : Roland Berthon, assisté de Calviera ; Georges Wakhévitch (maquettes)
- Costumes : Carven
- Musique : Maurice Yvain
  - Direction musicale : Jeanjean
- Photographie : Roger Hubert
- Son : Jean Putelet J. Carrère
- Montage : Germaine Artus
- Production : Paul-Edmond Decharme
- Société de production : Alcina
- Sociétés de distribution : Gaumont, Compagnie Parisienne de Location de Film
- Directeur de production : Marcel Bryau
- Pays :  France
- Format : Noir et blanc - 35 mm - 1,37:1 - son mono (Western Electric Sound System)
- Durée : 90 min
- Genre : Policier
- Date de sortie : 
  - France : 2 mai 1947
- Visa d'exploitation : 04.661 (du 30/04/47)
- Classification : Film interdit aux moins de 16 ans lors de sa sortie en salles en France[1], puis réévalué en tous publics
- Affiche : Boris Grinsson (France)

## Distribution
- Jean Gabin : Pierre Lussac dit « Miroir »
- Daniel Gélin : Charles Lussac
- Martine Carol : Lulu
- Colette Mars : Cléo
- Gabrielle Dorziat : Mme Puc
- Marcel Dieudonné : Virgile
- Félicien Tramel : le Baron
- Gisèle Préville : Anna Lussac
- Sylvie : la religieuse
- Paul Œttly : M. Ruffaut
- Antonin Berval : Folco
- Robert Arnoux : M. Leroy-Garnier
- Fernand Sardou : un de la bande à Folco
- Jacques Josselin : Manfredini, un de la bande à Folco
- Manuel Gary : un de la bande à Folco
- André Talmès : un de la bande à Folco
- Julien Maffre : un de la bande à Folco
- Fernand Flament : un de la bande à Folco
- Charles Lemontier : l'inspecteur Ballestra
- René Blancard : M. Boirond
- Odette Barencey : l'habilleuse
- Colette Richard : Juliette Montfort
- Colette Régis : la marquise de La Pommeraie
- René Hell : un gangster et entraîneur de Battling-Joe
- Robert Leray : le barman
- Henri Poupon : l'oncle
- Robert Moor : Antoine
- Jacques Sernas : Battling-Joe
- Paul Faivre : l'abbé Viegard
- André Carnège : Montfort
- Henri Crémieux : M. de Saint-Eloi
- Pierre Magnier : le président de la société maritime
- Jacques Mattler : l'avocat général
- Maurice Dorléac : le chef de cabinet
- Marcel Loche : le marquis de La Pommeraie
- Nicolas Amato : le responsable des archives de la police
- Maurice Régamey : l'agent de police, neveu de Balestra
- Marcel Rouzé : un agent lors de l'attaque de Nogent
- Marc Arian : un spectateur
- Robert Mercier : le patron de bistrot
- Pierre Duncan : un officiel lors de l'attaque de Nogent
- Jean Bérard
- Raymond Meunier
- René Pascal
- Max Rogerys
- Michèle Marly
- Marcel Bryau

## Production
Le tournage a eu lieu dans les studios Saint-Maurice (Seine).

## Box-office
Miroir totalise 1 776 310 entrées en France. Si le film dépasse le million d'entrées au box-office français, il ne connaîtra pas le même succès que le précédent film avec Jean Gabin, Martin Roumagnac, qui totalisait 2 491 000 entrées en France. À Paris, le film obtient au box-office un succès très légèrement supérieur à Martin Roumagnac, en totalisant 543 475 entrées, soit 558 entrées de plus.

## Autour du film
• Le film est librement  inspiré de la vie d’un célèbre  malfrat de la Belle Époque, Alphonse Lecroq, surnommé  Miroir pour sa beauté.  Tenancier  de boîtes de jeu, il multipliait  les conquêtes féminines, dans tous les milieux.  Il se suicida en 1939.
- Ce film a l'originalité, pour l'époque, de permettre d'apercevoir quelques scènes de catch féminin, mais aussi une scène d'église et une fusillade finale dans un cimetière lors d'un enterrement avec corbillard hippomobile.
- On peut y voir le père de Michel Sardou, Fernand Sardou qui apparaît au générique sous son seul nom, ainsi que Maurice Dorléac, le père de Catherine Deneuve.
- Marcel Bryau était un directeur de production, régisseur, assistant réalisateur qui se produisait occasionnellement comme figurant.
- Le boxeur parisien de l'équipe du Miroir se nomme Battling-Joe comme dans la chanson du même nom d'Yves Montand.
- Le film Miroir est librement inspiré de la vie du célèbre truand d'avant-guerre, Alphonse Lecroq dit « Miroir » ; ce surnom était dû à sa beauté légendaire dans le Paris de la belle époque. Il faisait partie de la célèbre équipe de voyous surnommée « l'équipe de fer », qui fit parler d'elle dans le milieu français et même mondial de l'époque. Tenancier de cercles clandestins, il avait une solide réputation auprès des marlous de l'époque et auprès de la gent féminine, que ce soit filles de rue ou femmes de « la haute ». Il finira par se suicider vers 1939.